# Langprodukt
Langprodukte oder Langerzeugnisse sind Metall-Halbzeuge und Legierungen, die durch Walzen, Ziehen oder Schmieden mit in der Länge gleichbleibendem Querschnitt hergestellt werden und die nicht zu den Flacherzeugnissen zählen, da ihre Länge sehr viel größer ist als ihre Dicke und Breite.
Laut EN 10079 sind die wesentlichen Oberbegriffe Lang- und Flachprodukte bzw. -erzeugnisse für Stahlerzeugnisse bestimmt.
Man unterscheidet folgende Langprodukte:
- in Bunden aufgewickelte Langprodukte wie gezogener[4] oder gewalzter Draht (ab etwa 5,5 mm Durchmesser)
- warmgeformte Stäbe (Stabstahl)
- geschmiedete Stäbe (Stabeisen)
- Hohlbohrstäbe
- Blankstahl[4]
- gerippter und profilierter Beton- oder Spannstahl, mit vorwiegend rundem Querschnitt[4]
- warmgewalzte Profile oder auch Formstahl sind Erzeugnisse mit definiertem Querschnitt. Sie werden als Stange versandt.
  - Schienen als spezieller Formstahl, hergestellt bis 120 m Länge
  - Spundwände als spezielle Langprodukte, die zum Befestigen im Tiefbau benötigt werden.
- geschweißte Profile (z. B. Hohlkastenträger)
- Kaltprofile
- gewalzte oder geschweißte Rohre und Hohlprofile[4]
- andere Erzeugnisse (Freiform-, Gesenkschmiede-, Gussstücke und pulvermetallurgische Erzeugnisse wie Ringe, Radreifen oder Scheiben).[4]